# Мухаммед IV ибн Ахмад
Мухаммед IV ибн Ахмад (? - 991) — Ширваншах (981-991).
Наследовал престол после смерти отца Ахмад I ибн Мухаммеда в 981 году. В 981 году захватил Кабалу, а в 982 году — Барду. Управлять Бардой он назначил своего заместителя Мусу ибн Али. В 983 году он отстроил заново стену города Шабаран. В 988 году ал-Тузи захватил город Дербенд у Маймуна ибн Ахмад Хашими и передал город Мухаммеду IV. Мухаммед IV провел в Дербенде несколько месяцев управляя делами, но был ранен в голову телохранителем Маймуна. После этого раненого Ширваншаха вывезли в Ширван, а Маймун снова вошел в Дербенд. Вскоре против Мухаммеда IV восстал его заместитель в Барде Муса ибн Али. В 990 году жители Дербенда изгнали Маймуна и призвали Мухаммеда IV. Мухаммед IV отстроил крепость в Дербенде и поставил там гарнизон из своих людей.
Для фанатика-проповедника Тузи правитель Ширвана Мухаммад бен Ахмад, очевидно, казался более правоверным, чем пьющий эмир Ал-Баба, охраняемый стражей из неверных язычников-русов. Ширваншах правил Дербентом недолго — несколько месяцев, ибо эмир Маймун с русами, которых он не предал, ушел недалеко и не сложил оружие. Далее события развивались стремительно: «Затем один из телохранителей (гуламов) Маймуна, по имени Балид (Балда), напал на него (на Ширваншаха) в правительственном здании и ранил его, ударив по затылку секирой (табарзин). Гулам бежал к своему господину Маймуну, который был в Табарсаране. Подчиненные правителя Ширвана увезли своего раненого господина в Ширван, а эмир Маймун снова вошел в город ал-Баб».
Мухаммед IV скончался в ноябре 991 года процарствовал одиннадцать лет 8 месяцев и 21 день.